# Belgien-Rundfahrt (Amateure)
Die Belgien-Rundfahrt für Amateure (flämisch Ronde van België Internationale Liefhebbers, französisch Tour de Belgique Amateurs)  war ein Etappenrennen in Belgien für Amateur-Radrennfahrer.

## Geschichte
Die Rundfahrt wurde 1906 und damit zwei Jahre vor dem gleichnamigen Rennen für Berufsfahrer, vom belgischen Radsportverband Koninklijke Belgische Wielrijdersbond (KNWB) begründet. Sie hatte in der Regel 6 bis 10 Etappen und war von Beginn an international ausgerichtet. Von 1934 bis 1938 war die Rundfahrt für Junioren veranstaltet worden. In den frühen Jahren des Rennens wurde der Sieger auch durch eine Punktewertung ermittelt. 
Die Rundfahrt wurde 1906 zum ersten Mal ausgetragen und hatte 48 Auflagen. Nach 1910 und nach 1972 fand sie einige Jahre lang nicht statt, ebenso nicht während des Zweiten Weltkrieges.

## Palmarès
| Jahr | Sieger               | Zweiter               | Dritter               |
| ---- | -------------------- | --------------------- | --------------------- |
| 1906 | Joseph Rigaux        | Aubain Dochain        | François Verstraeten  |
| 1907 | Charles Cruchon      | Guido De Vogelaere    | Adrien Kranskens      |
| 1908 | Alfons Lauwers       | Guillaume Coeckelberg | Michel Debaets        |
| 1909 | Paul Deman           | René Anno             | Félicien Salmon       |
| 1910 | Jacques Coomans      | Joseph Van Daele      | Joseph Matagne        |
| 1934 | Joseph De Berlanger  | François Adam         |                       |
| 1935 | Médard Barbé         | Rayen                 | Demeulenaere          |
| 1936 | Leon Troch           |                       |                       |
| 1937 | Jozef Van den Broeck |                       |                       |
| 1938 | Jozef Van den Broeck | Gustaaf Van Rethy     | Plutard Van Herzele   |
| 1947 | Frans Gielen         | Théodore Lossie       | Alois De Hertog       |
| 1948 | Léon De Lathouwer    | Armand Baeyens        | Aloïs Van Peer        |
| 1949 | Gilbert Vermote      | Willy Geers           | Eduard Van Ende       |
| 1950 | Roger Vuylsteke      | André Vlayen          | Emile De Bruyne       |
| 1951 | Noël Malfait         | Henri Denys           | Odiel Vandecasteele   |
| 1952 | Frans Vande Wiele    | René Desmet           | Jos Hinsen            |
| 1953 | Chris Huygens        | Odiel Vanderlinden    | Gustaaf Verschuren    |
| 1954 | Maurice Vandendaele  | René Van Meenen       | Roger Batslé          |
| 1955 | Norbert Kerckhove    | Michel Van Aerde      | Rik Luyten            |
| 1956 | Constant Verhaert    | Lié Van Haesebroeck   | Frans Van Den Bosch   |
| 1957 | Ludo de Bruyne       | Constant De Keyser    | Frans De Mulder       |
| 1958 | Louis Van Huyck      | Emile Daems           | Eugene Van den Broeck |
| 1959 | Alfons Dits          | Frans Brands          | Willy Derboven        |
| 1960 | Roger De Coninck     | Rene Timmermans       | Andre Claeys          |
| 1961 | Roger de Breuker     | Frans Melckenbeeck    | Victor Van Schil      |
| 1962 | Guillaume Ivens      | Jozef Timmerman       | Guido Reybrouck       |
| 1963 | Theo Verschueren     | Jos Huysmans          | Roger Croonenborghs   |
| 1964 | Herman Van Springel  | Henri Pauwels         | Gerben Karstens       |
| 1965 | Noël Van Clooster    | Jozef Boons           | Roger Rosiers         |
| 1966 | Harry Steevens       | Roger Rosiers         | Ole Ritter            |
| 1967 | Wilfried David       | Edouard Weckx         | Fedor den Hertog      |
| 1968 | Roger De Vlaeminck   | René Pijnen           | André Dierickx        |
| 1969 | Fedor den Hertog     | Jan Van De Wiele      | Etienne Antheunis     |
| 1970 | Adriaan Duycker      | Ludo Van Der Linden   | Wim Bravenboer        |
| 1971 | Marcel Sannen        | Louis Verreydt        | Adriaan Duycker       |
| 1972 | Gregoire Van Moer    | Roger De Beukelaer    | Thomas Huschke        |
| 1982 | Rudy Rogiers         | Stefan Aerts          | Rudy Dhaenens         |
| 1983 | Jair Braga           | Luc Branckaerts       | Johan Gavart          |
| 1984 | Ferdi Dierickx       | Andre Meuwissen       | Frank Van De Vijver   |
| 1986 | Rudi Van Der Haegen  | Johan Bruyneel        | Bob Rasenberg         |
| 1987 | Wjatscheslaw Jekimow | Alexandre Krasnow     | Frank Van Den Abeele  |
| 1988 | Dmitri Neljubin      | Sergeï Khmelinine     | Alexandre Krasnow     |
| 1989 | Thomas Barth         | Olaf Ludwig           | Michel Stasse         |
| 1990 | Dmitri Neljubin      | Jewgeni Bersin        | Jürgen Werner         |
| 1991 | Dany Alaerts         | Danny In 't Ven       | Stantscho Stantschew  |
| 1992 | Rufin De Smet        | Frank Corvers         | John den Braber       |
| 1993 | Danny Dierckx        | Dirk Roosen           | Wim Feys              |
| 1994 | Wim van de Meulenhof | Danny In 't Ven       | Gert Vanderaerden     |